# Seax

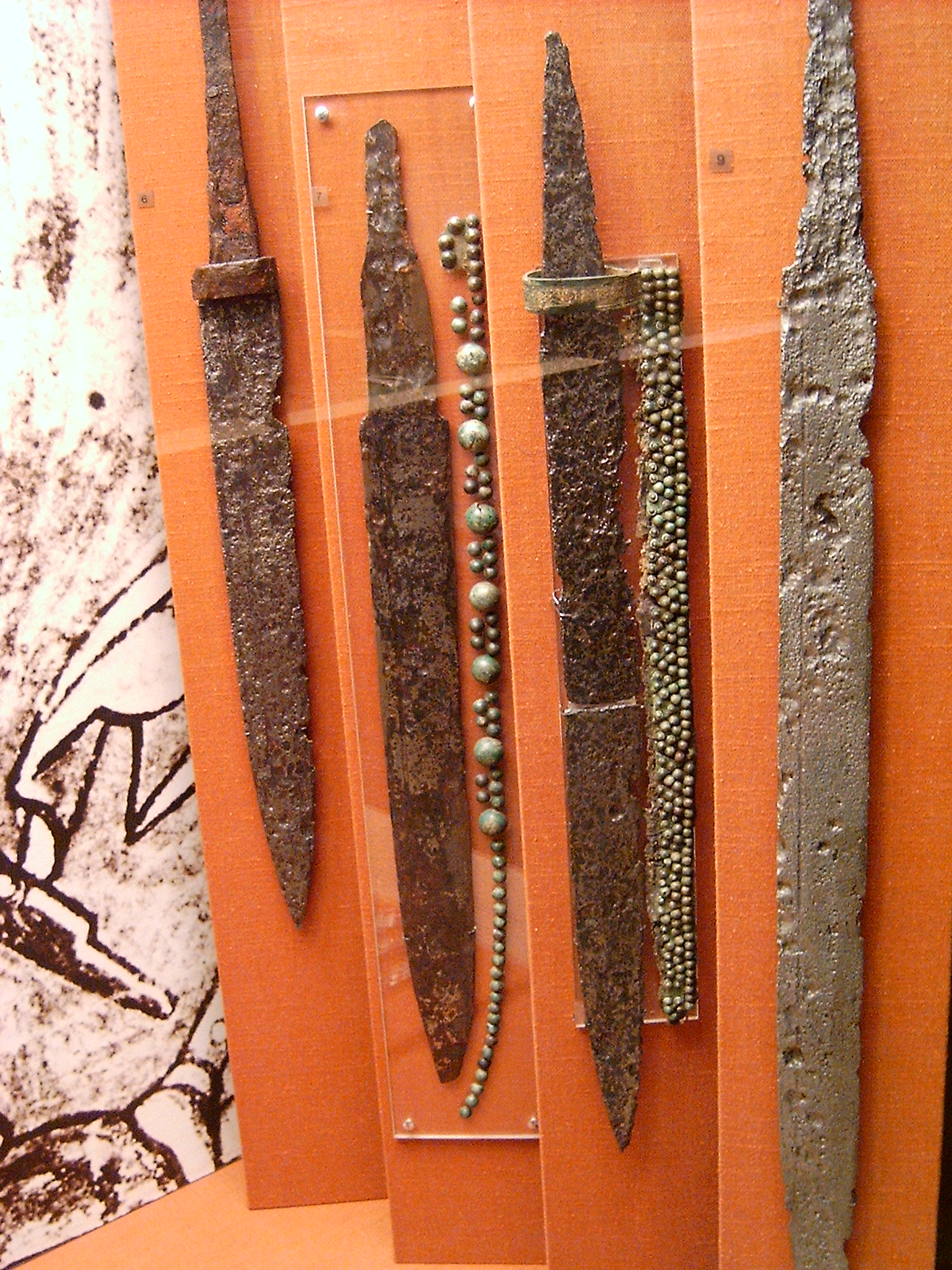
Seaxy

Seax (sax, scramasax) je středověká zbraň. Jedná se o dlouhý nůž, ostřený na jedné straně, o délce 7 až 75 cm. Obyčejně se rozlišují dva typy, krátký (do 35 cm) a dlouhý (50 až 75 cm). Krátké nože sloužily jako předmět každodenního používání; dlouhé se nosily hlavně do boje a byly používány i pro práce na způsob mačety.
Čepele byly rovné, pádné a masivní. Čepel se ke konci zužovala a byla naostřena tak, aby umožňovala bodání. Seax mohl být zdobený, ale záleželo na majetkových poměrech vlastníka zbraně. Nosil se v kožené pochvě.
Původ nože je spojován se Sasy (od toho i jeho název). Společně se sekerou šlo o jednu z nejdostupnějších a nejpoužívanějších zbraní v raném středověku. 

## Nálezy saxů na území Česka
Na olomouckém hradě byl nalezen 41 cm dlouhý sax. Kvůli úzké čepeli (3 cm) by se mohlo jednat o napodobeninu vyrobenou místním řemeslníkem. Další saxy byly nalezeny v Lipníku nad Bečvou, v Přítlukách v kostrovém hrobu, ve Staré Kouřimi, v Jindřichově u Chebu a dva saxy (jeden dlouhý a jeden krátký) byly nalezeny na Výšině sv. Metoděje u Uherského Hradiště.
| Olomoucký hrad Přítluky Výšina sv. Metoděje (Uherské Hradiště) Lipník nad Bečvou Jindřichov (Cheb) Stará Kouřim Naleziště saxů na území Česka |